# Cornay
Cornay település Franciaországban, Ardennes megyében. Lakosainak száma 67 fő (2022. január 1.). Cornay Chatel-Chéhéry, Fléville, Lançon, Marcq, Saint-Juvin és Senuc községekkel határos.

## Népesség
A település népességének változása:
| Lakosok száma | 117  | 96   | 90   | 76   | 72   | 63   | 63   | 64   | 65   | 67   |
|               | 1968 | 1982 | 1990 | 2006 | 2013 | 2015 | 2017 | 2019 | 2020 | 2022 |